# Osteotomie
Osteotomie je chirurgická procedura mechanického protnutí (přeříznutí, dělení) jedné či více kosti lidí nebo zvířat.

## Popis
Osteotomie je typ otomie (řezaní), který se provádí nejčastěji ručně (občasně i drahými roboty) a to nejčastěji pomocí pily a občasně i laserem.

## Původ slova
Slovo osteotomie vzniklo jako kompozitum dvou řeckých slov ὀστέον = kost a τομή = řezat.

## Využití
V ortopedii a traumatologii slouží k chirurgické úpravě diskrepancí kostí, např. osových, tvarových či délkových úchylek (prodlužování či zkracování), tzv. korekční osteotomie. Po osteotomii se kostní fragmety sestaví do požadovaného anatomického postavení a osteosyntézními prostředky se zajistí, např. sádrovou dlahou, zevní fixací nebo vnitřní fixací. Operační úkon lze v mnoha případech provádět miniinvazivně nebo náročněni i ve více rovinách (více řezů). Dobře indikovaná a provedená korekční osteotomie obvykle vede také ke zpomalení osteoartróz nebo k záchraně kloubů. Osteotomie je prováděna v celkové či spinální anestezii.

## Další zajímavosti
Řezání pomocí obíhajícího řetězu osazeného pilovými zuby (tj. princip řetězové pily) byl poprvé použit v roce 1830 ve městě Würzburg chirurgem a průkopníkem moderní osteotomie Bernhardem Heinem (1800-1846) a to právě při osteotomii.

## Galerie

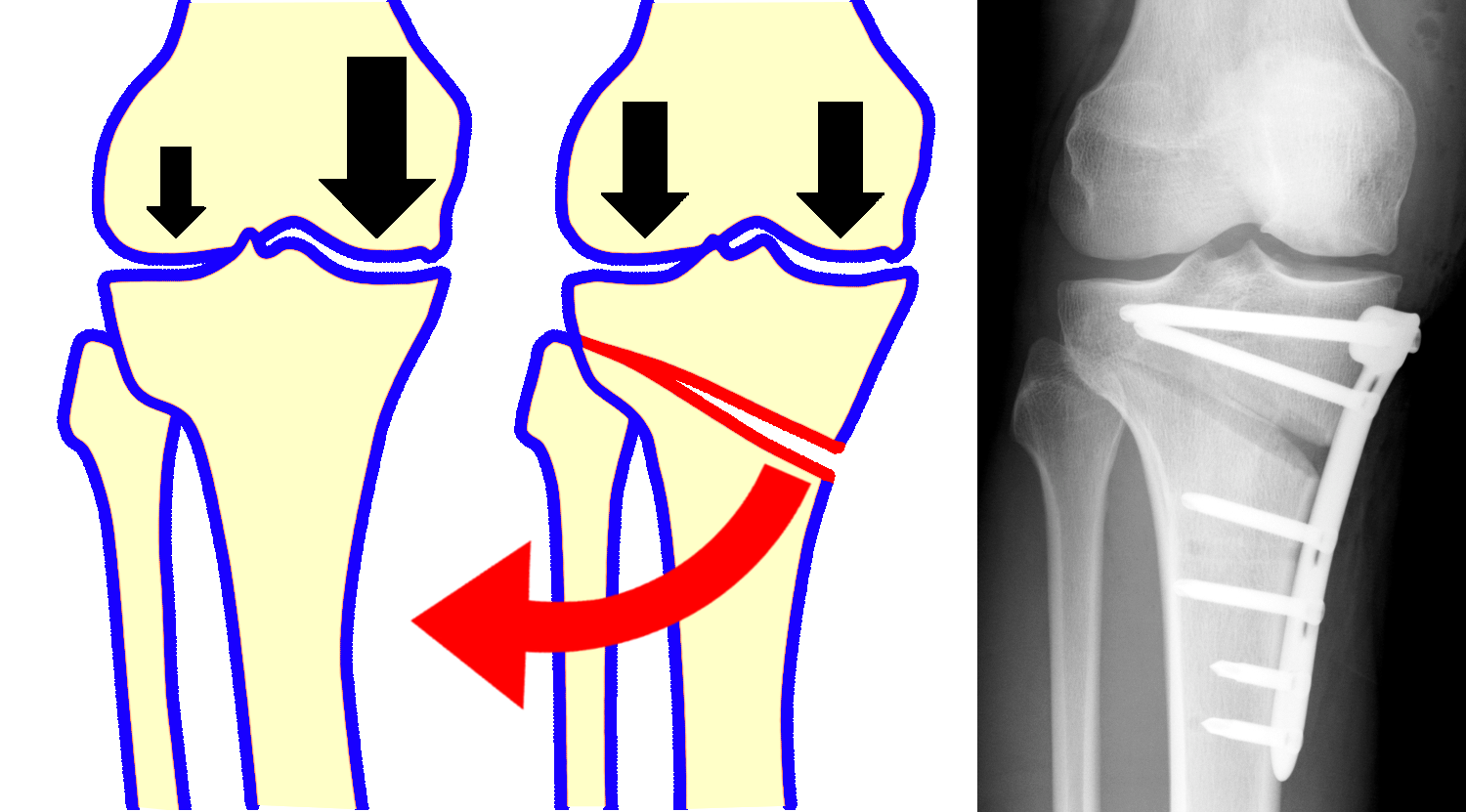
Osteotomie tibie
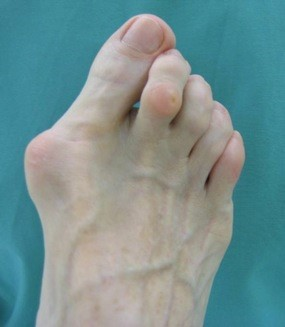
Hallux valgus (před operací)
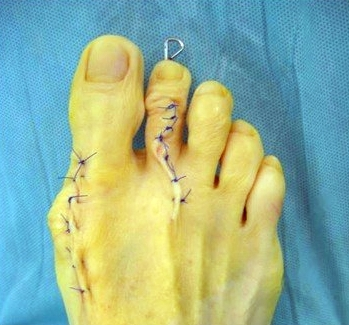
Hallux valgus (po operaci)
Hallux valgus (rtg. kombinace lečení)
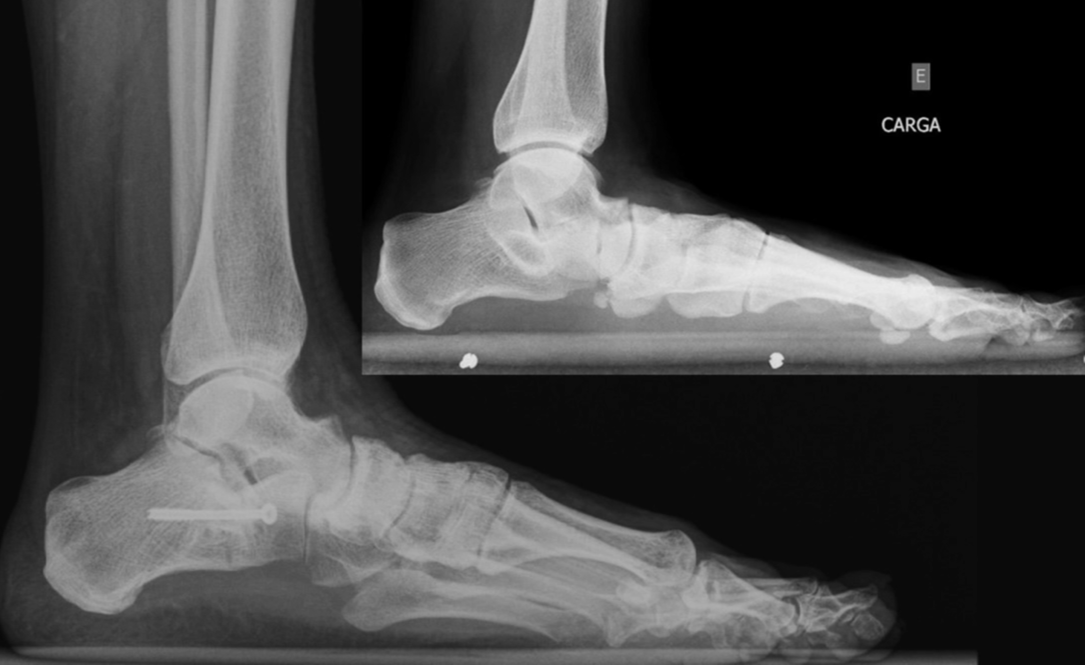
Aplikace Hintermannovy osteotomie
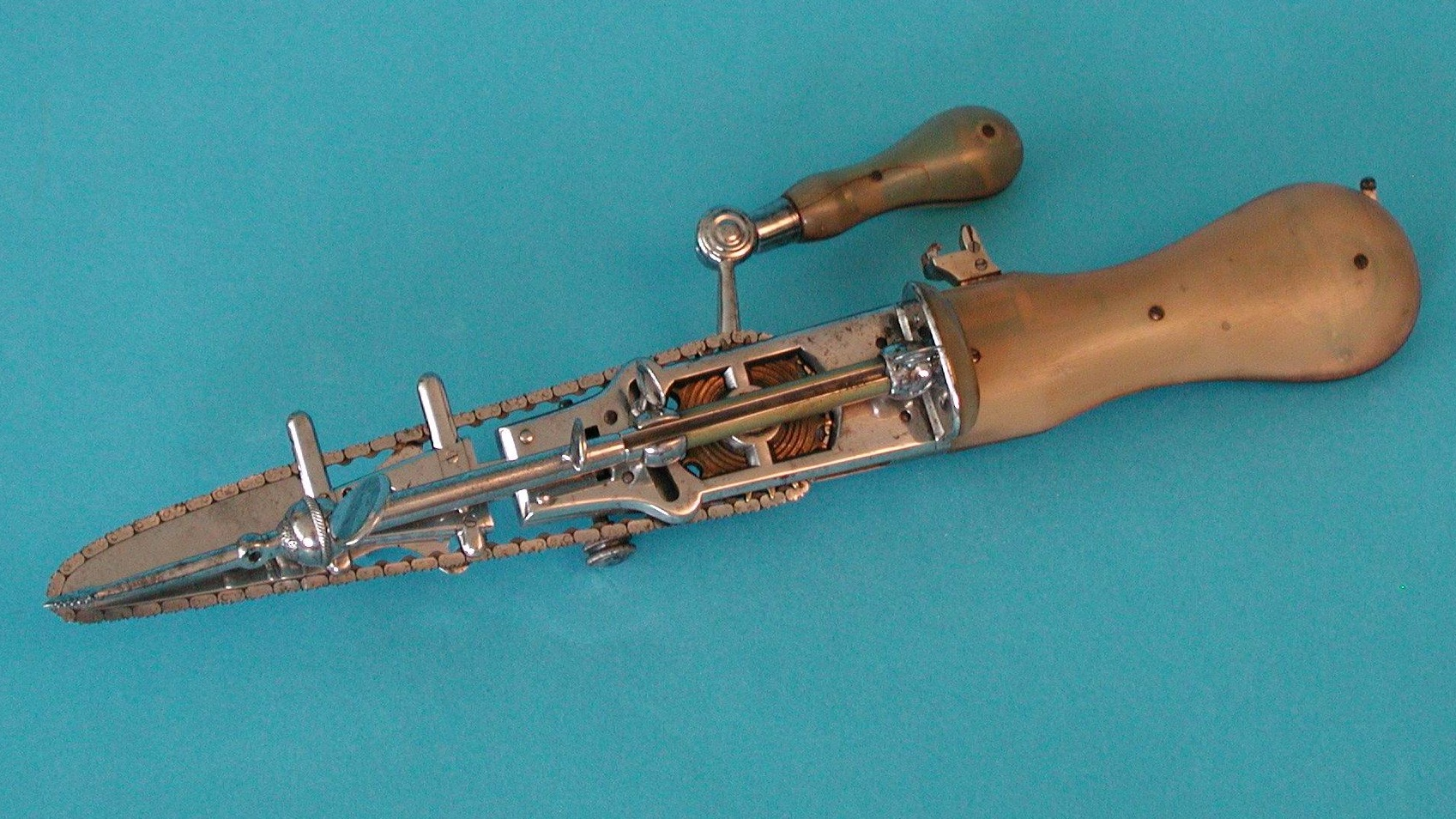
Řetězová pila pro osteotomii použitá Bernhardem Heinem
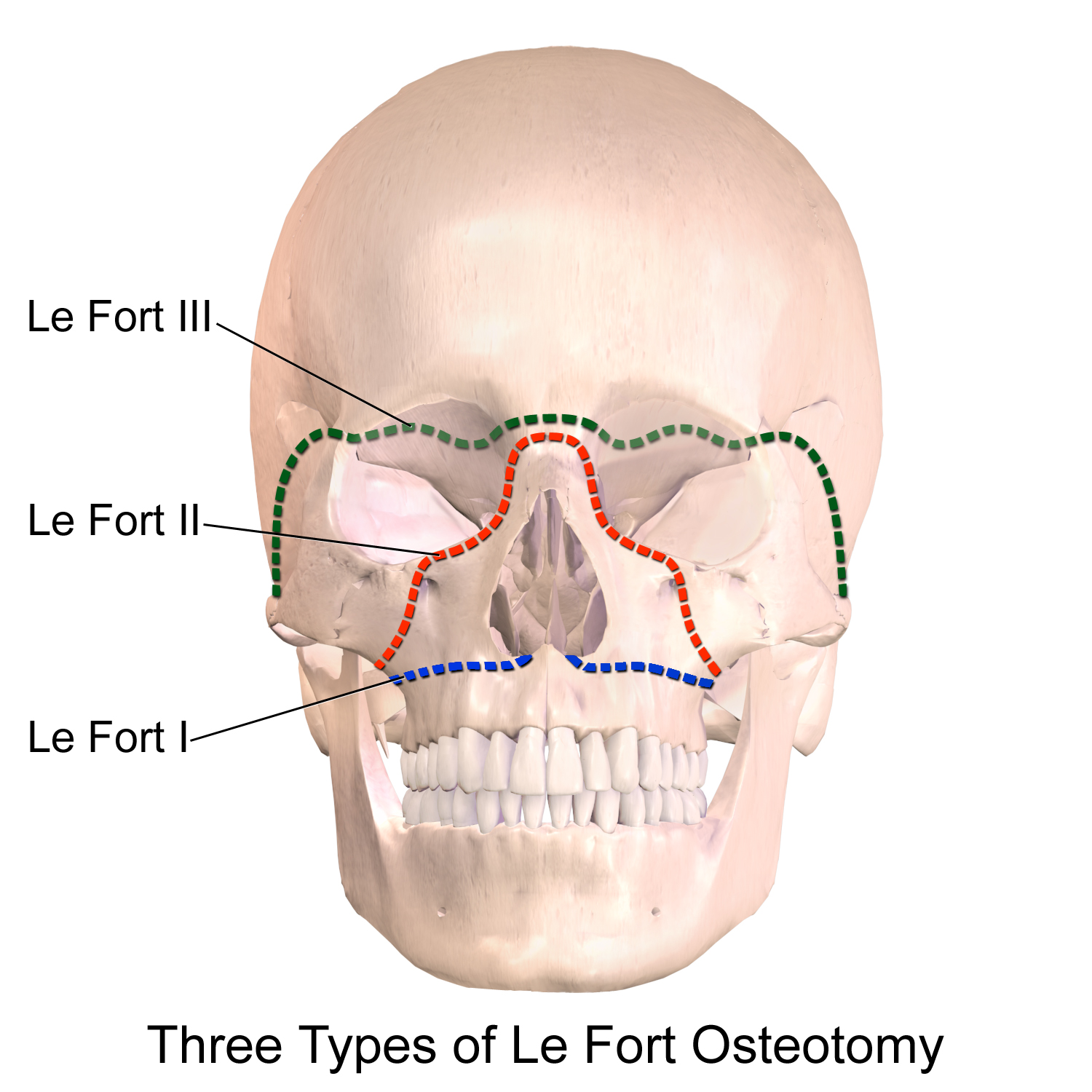
Le Fortovy osteotomie
Osteotomie pelvisu